# Italo Campanini
Italo Campanini (30 de junio de 1845 - 14 de noviembre de 1896) fue un tenor Italiano. Era hermano del director Cleofonte Campanini.
Nacido en Parma, Campanini estudió en esa ciudad antes de hacer su debut en la ópera en Il Trovatore, en 1869, en Odesa. Luego estudió con Francesco Lamperti en Milán, y en 1871 regresó a los escenarios en Bolonia, anotándose su primer gran éxito en la premier italiana de Lohengrin. Realizó una gira por los Estados Unidos en 1873, y de nuevo entre 1879 y 1880. El 22 de octubre de 1883, en el Metropolitan Opera, cantó el papel principal en el Fausto de Charles Gounod la cual inauguró la compañía. Después de 1883 vivió principalmente en la ciudad de Nueva York, actuando como el tenor principal del Metropolitan; fue uno de los tenores más populares en los Estados Unidos antes de Enrico Caruso.
Campanini murió en Villa Vigatto en 1896.